# Donnie Dunagan
Donnie Dunagan est un acteur américain né le 16 août 1934 à San Antonio, Texas (États-Unis).

## Filmographie
- 1938 : Mother Carey's Chickens : Peter Carey
- 1939 : Le Fils de Frankenstein (Son of Frankenstein) : Peter von Frankenstein
- 1939 : The Forgotten Woman : Terry Kennedy Jr.
- 1939 : La Tour de Londres (Tower of London) : Baby Prince Richard
- 1940 : Vigil in the Night : Tommy
- 1941 : Meet the Chump : Little Boy
- 1942 : Bambi : Young Bambi (voix)